# GKNPC Chruničev
Il GKNPC Chruničev (in russo Государственный космический научно-производственный центр имени М. В. Хруничева?, Gosudarstvennyj Kosmičeskij Naučno-proizvodstvennyj Centr Chruničeva, "Centro statale di ricerca e produzione spaziale Chruničev") è un produttore con sede a Mosca di veicoli spaziali e sistemi di lancio spaziale, compresi i razzi Proton e Rokot,  i moduli russi di Mir e la Stazione spaziale internazionale.
La storia dell'azienda inizia nel 1916, quando una fabbrica di automobili fu fondata fuori Mosca. Passò presto la produzione agli aeroplani e durante la seconda guerra mondiale produsse i bombardieri Ilyushin Il-4 e Tupolev Tu-2. Un ufficio di progettazione, OKB-23, fu aggiunto alla società nel 1951. Nel 1959, la società iniziò a sviluppare missili balistici intercontinentali e successivamente veicoli spaziali e di lancio nello spazio. La compagnia progettò e produsse tutte le stazioni spaziali sovietiche, inclusa la Mir.
OKB-23, ribattezzato Salyut Design Bureau, divenne una società indipendente nel 1988. Nel 1993, lo stabilimento di Chruničev e il Saljut Design Bureau si unirono nuovamente per formare il Centro di ricerca e produzione di stato di Chruničev. Negli anni '90, la società è entrata nella joint-venture della International Launch Services per lanciare sul mercato il suo razzo Proton. Successivamente, Chruničev è diventato un fornitore di servizi di lancio di successo nel mercato internazionale del lancio nello spazio.
La società detiene attualmente una quota superiore al 30% del mercato globale del lancio spaziale e il suo fatturato derivante dai lanci spaziali commerciali nel 2009 è stato di 584 milioni di dollari.  Prende il nome da Michail Chruničev, un ministro sovietico.

## Storia

### Inizi

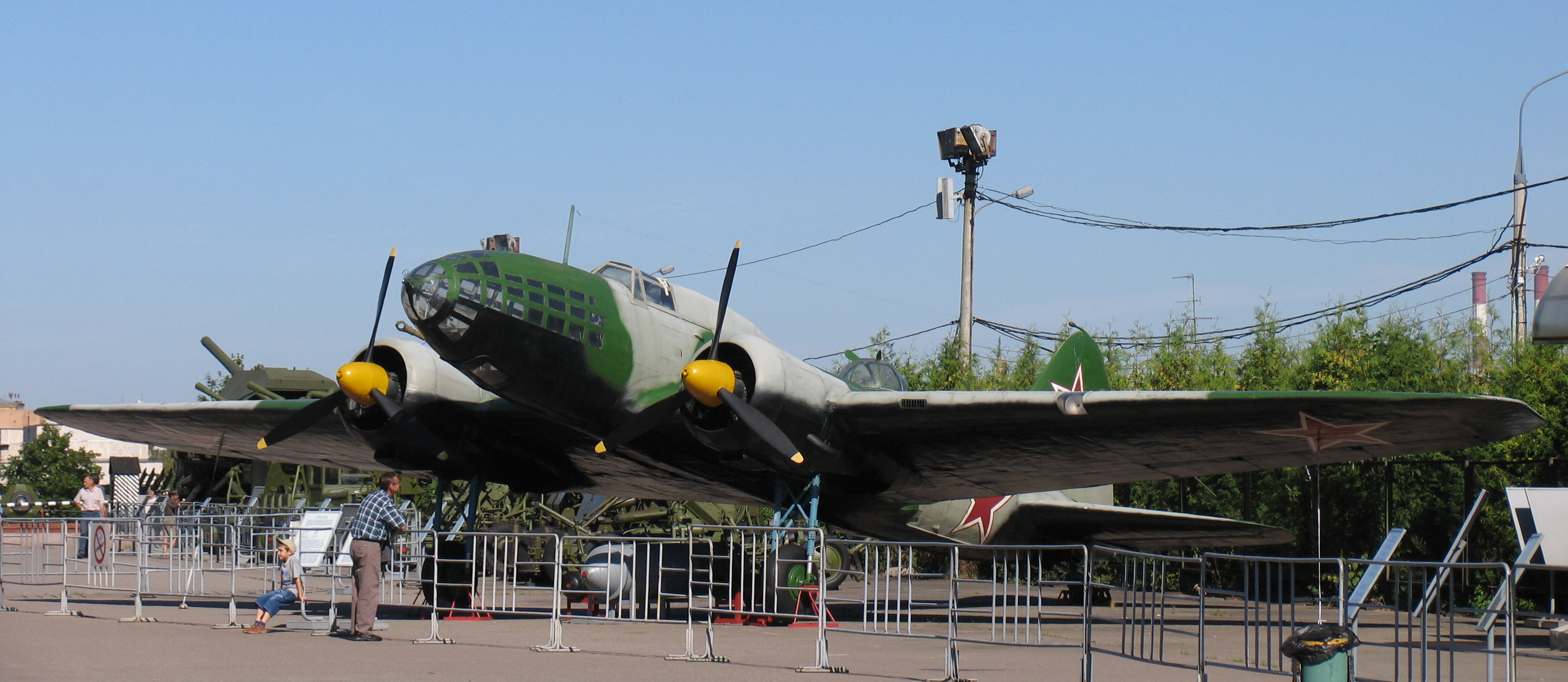
Bombardiere Ilyushin-4

La storia di Chruničev risale all'aprile 1916, quando una fabbrica di automobili chiamata Seconda fabbrica automobilistica "Russo-Baltique" fu fondata fuori Mosca. Le prime auto del marchio Russo-Baltique furono prodotte lì nel 1922. L'anno successivo, la fabbrica passò alla produzione di aerei Ju-20 e Ju-21 per l'azienda tedesca Junkers. Poco dopo è iniziato lo sviluppo di un'industria aeronautica russa. Durante la seconda guerra mondiale, la fabbrica produsse i bombardieri Ilyushin Il-4 e Tu-2 a lungo raggio progettati dalla Russia. Questa fabbrica divenne in seguito la Fabbrica di macchine Chruničev.

### Era sovietica
Nel 1951 fu creato e aggiunto a Chruničev l'Ufficio di progettazione sperimentale N. 23 (OKB-23) diretto da Vladimir Michajlovič Mjasiščev. Negli anni '50, ha progettato gli aerei Myasishchev M-4, Myasishchev M-50 e Myasishchev M-52, tra gli altri. Lo stabilimento di Chruničev era responsabile della produzione di modelli Progettati dal OKB-23.
Nel 1959, l'attenzione dell'azienda passò dalla tecnologia aeronautica a quella missilistica, in conformità con una decisione del governo. Negli anni '60, Chruničev e OKB-23 erano subordinati al OKB-52 di Vladimir Čelomej (in seguito ribattezzato CKBM, oggi NPO Mašinostroenija).
Sotto la direzione di OKB-52, OKB-23 ha iniziato a progettare missili balistici intercontinentali. I suoi primi progetti sono stati l'UR-200, che non ha mai volato, seguito dalla fortunata famiglia di missili UR-100. Nel 1962 fu avviato il processo di progettazione dell'ICBM super-pesante UR-500. Questo in seguito si è evoluto nel veicolo di lancio dello spazio Proton nel 1964. Il primo razzo Proton è stato lanciato il 16 luglio 1965.
Nel 1966 l'OKB-52 fu ribattezzato Central Design Bureau of Machine-Building (CKBM), e OKB-23 divenne noto come il Ramo di CKBM. È stato separato da CKBM alla fine degli anni '70 e ribattezzato Saljut Design Bureau, o abbreviato KB Saljut. Nel 1981-1988, KB Saljut faceva parte della grande azienda NPO Ėnergija, e divenne un ufficio di design indipendente nel 1988. La collaborazione con la fabbrica di macchine Chruničev continuò in tutto questo periodo.
KB Saljut e Chruničev erano responsabili della progettazione e produzione di tutte le stazioni spaziali sovietiche, tra cui Salyut, Almaz e Mir, così come ogni modulo pesante usato per queste stazioni.

### Riorganizzazione post-1991

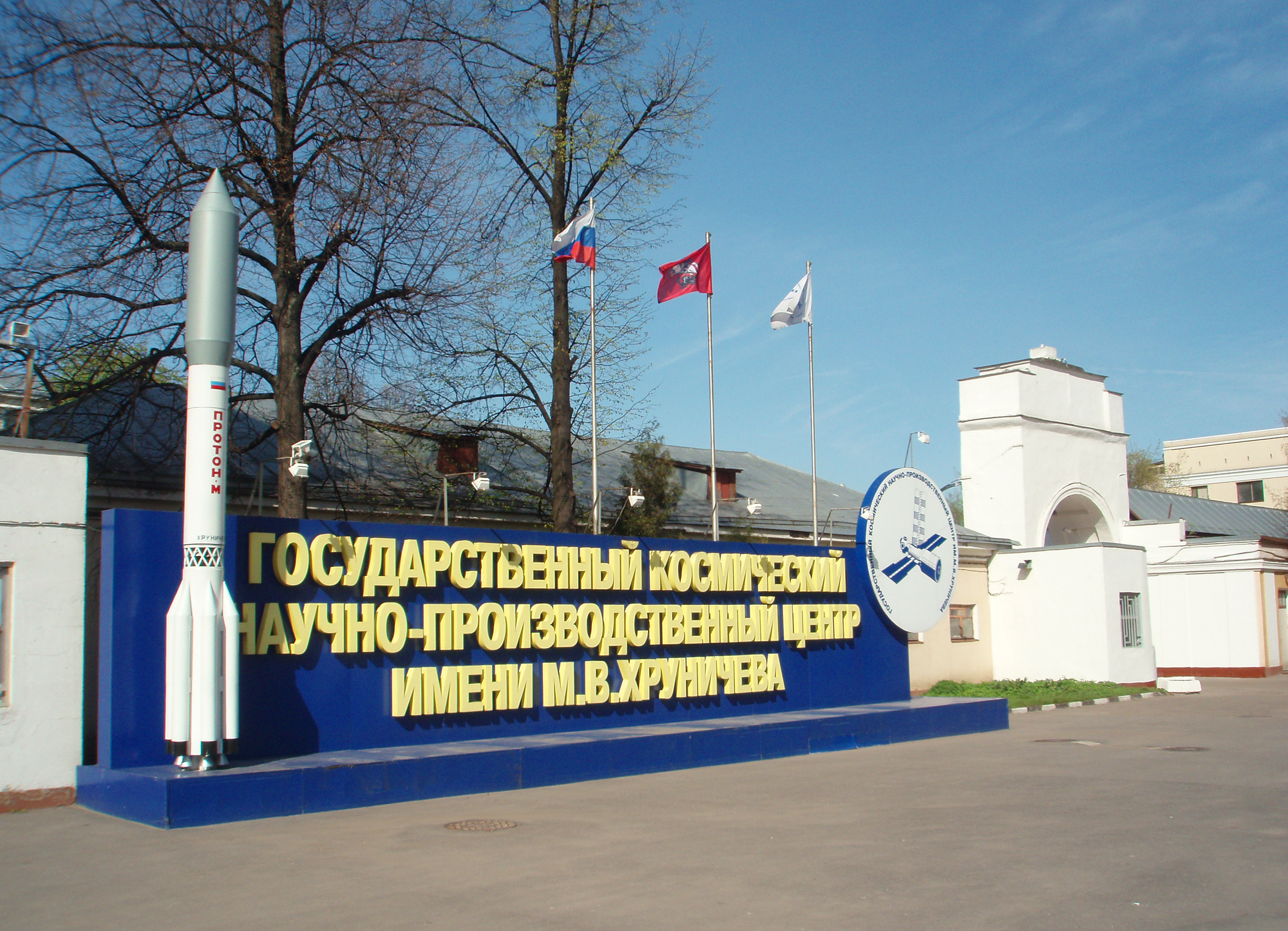
Ingresso al centro di ricerca e produzione di stato di Chruničev a Mosca

La dissoluzione dell'Unione Sovietica ha provocato grandi difficoltà all'industria spaziale russa. Negli anni 1989-1999, il budget spaziale del paese è diminuito dell'88% e le catene di cooperazione di produzione si sono disintegrate. Sia Chruničev sia il Saljut Design Bureau, che erano società separate, hanno tentato di rimediare alla situazione cercando opportunità di guadagno all'estero. Saljut è riuscito a vincere un contratto per la produzione del booster 12KRB per il razzo GSLV indiano ed è entrato in accordo con Daimler Benz Aerospace per sviluppare una capsula recuperabile utilizzata per esperimenti nel progetto Franco-Giapponese Express.
Il veicolo di lancio di Proton si è dimostrato il prodotto più redditizio per entrambe le società. Lo stabilimento di Chruničev ha firmato un contratto da 156 milioni di dollari per lanciare 21 satelliti Iridium su tre razzi Proton-K nel 1997-1998. Saljut è riuscito a firmare un solo contratto per il lancio del satellite Inmarsat-3 F con Proton-K al prezzo basso di $ 36 milioni. Entrambe le società hanno tentato di entrare in partnership con società straniere per commercializzare i lanci di Proton.
La situazione dove due società, l'ufficio di progettazione e la fabbrica, gareggiavano tra loro per vendere lo stesso prodotto divenne problematica. Per risolvere ciò, il 7 giugno 1993, il presidente della Russia Boris El'cin emise un decreto per fondere Chruničev e Saljut, formando la società GKNPC Chruničev. Lo status della nuova società era unico in quanto non era subordinato a nessun ministero o all'Agenzia spaziale russa. Vladimir Kirillov, scrivendo per la rivista Eksport Vooruženij, ipotizza che questo fosse determinato dal fatto che la figlia di El'cin, Tat'jana Djačenko, che aveva lavorato allo Saljut e che continuò a lavorare per Chruničev fino al 1994, desiderava ottenere uno status elevato per il suo datore di lavoro.
Il 15 aprile 1993 Chruničev aveva creato la joint venture Lockheed-Chruničev-Ėnergija con la società americana Lockheed e nel 1995, a causa della fusione di Lockheed e Martin Marietta, fu trasformata in International Launch Services (ILS). La joint venture commercializzò sia i razzi Atlas sia i Proton. Gli Stati Uniti avevano dato il permesso per la comparsa di Proton sul mercato di lancio internazionale, ma hanno introdotto una quota per proteggere il mercato di lancio dal "dumping russo". Nonostante questo, il Proton, costruito da GKNPC Chruničev, ebbe successo e alla fine del 2000 aveva ottenuto contratti di lancio per oltre 1,5 miliardi di dollari.
Il reddito derivante dai contratti di lancio commerciale e dagli investimenti di Lockheed ha permesso a GKNPC Chruničev di effettuare un serio aggiornamento delle sue strutture. Ciò includeva un aggiornamento degli impianti di lancio della società a Baikonur, per i quali erano stati investiti diverse centinaia di milioni di dollari. I guadagni commerciali hanno anche permesso alla compagnia di sviluppare nuovi veicoli di lancio, booster e veicoli spaziali da soli senza il supporto del governo. Dalla sua creazione, International Launch Services ha firmato contratti per oltre 100 lanci per un valore di oltre 8 miliardi di dollari.
Nel 1998, GKNPC Chruničev fu reso subordinato all'agenzia spaziale russa, allora chiamata Rosaviakosmos. GKNPC Chruničev resistette per un lungo periodo e riuscì a impedire all'agenzia di insediarsi nella leadership nell'azienda.
Uno svantaggio per GKNPC Chruničev era che lo stadio superiore Blok DM, utilizzato da Proton, era prodotto dalla società RKK Ėnergija, e GKNPC Chruničev doveva pagare il 40% delle sue entrate per il suo utilizzo. A causa di ciò, nel 1996-1998, GKNPC Chruničev ha iniziato lo sviluppo del proprio stadio superiore, chiamato Briz-KM. In parte a causa delle difficoltà di finanziamento, il processo di sviluppo è stato lento e Briz-KM ha subito diversi fallimenti al suo inizio. Sono state apportate diverse modifiche dopo che un guasto al Briz-M ha impedito al satellite AMC-14 di raggiungere l'orbita designata.

### Programma di integrazione
Negli anni 2000, GKNPC Chruničev ha inserito un programma di integrazione verticale per portare i suoi principali fornitori sotto un'unica gestione. A tal fine, GKNPC Chruničev ha assorbito le seguenti società:
- PO Polët, un produttore di razzi situato a Omsk
- Proton-PM, un produttore di motori situato a Perm'
- Stabilimento meccanico di Voronež, che produce motori per Proton Stage II e III, Sojuz Stage III e stadio superiore Zenit
- KBChM, produttore di sistemi di propulsione per stadio superiore di Breeze situato a Korolëv
- KBChA, un appaltatore per problemi di produzione e progettazione situati in Voronež

A partire dal 2010, l'integrazione ha portato la quota di produzione interna per Proton e stadio superiore Breeze passando dal 30% al 65% del valore del prodotto.

## Struttura
Aziende del Centro Spaziale GKNPC Chruničev:
- Salyut Design Bureau
- Space Rocket Plant
- Space Hardware Operation Plant (ZERKT)
- Armatura Design Bureau
- Khrunichev Telecom
- Space Systems Research and Development Institute
- Medical Equipment and Consumer Goods Division
- Voronezh Mechanical Plant
- Polyot Production Corporation
- Isayev Chemical Engineering Design Bureau
- Ust-Katav Carriage Plant Named for S.M. Kirov (UKVZ)

## Produzione

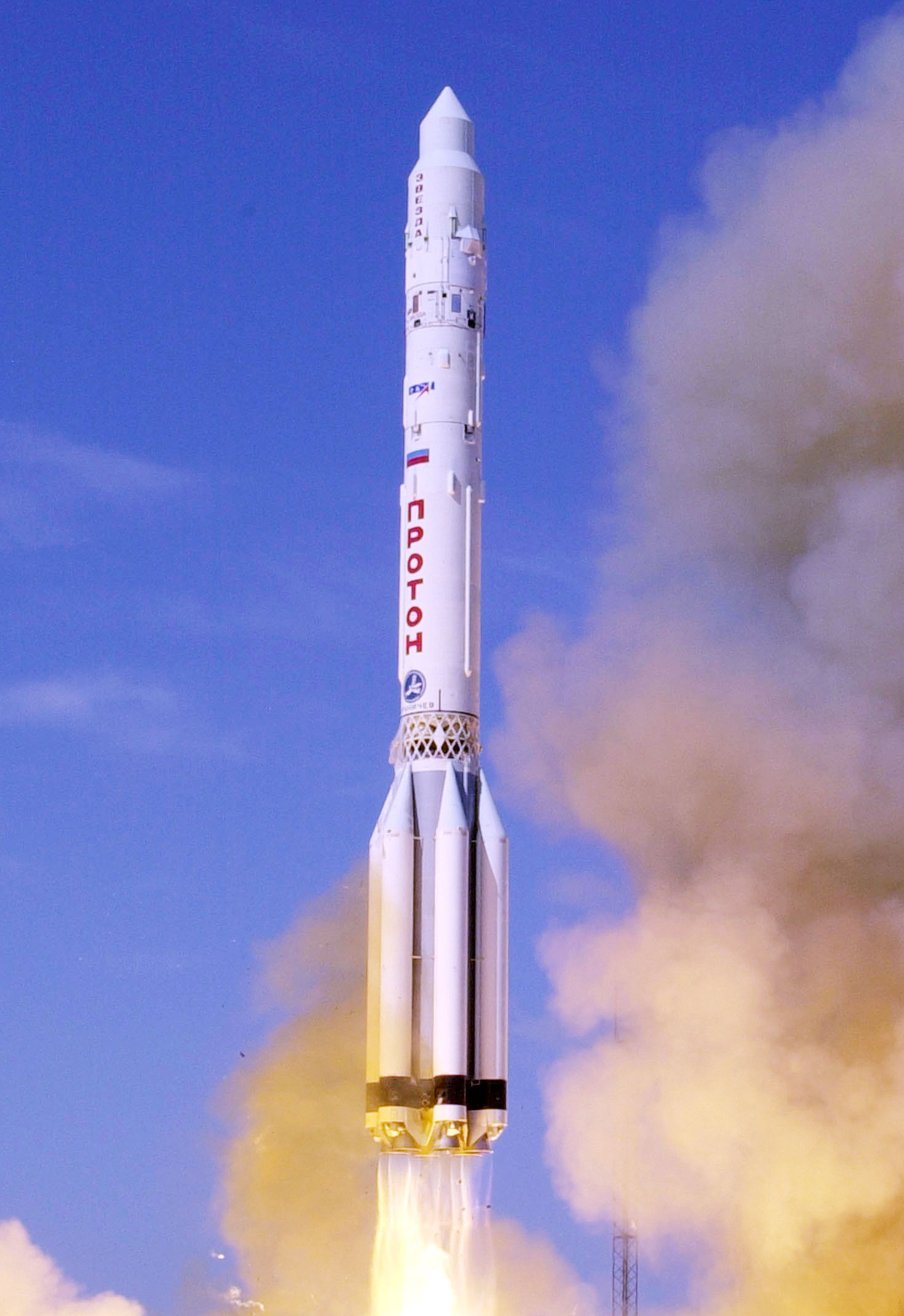
Razzo Proton prodotto da GKNPC Chruničev

Il prodotto principale di GKNPC Chruničev è il razzo Proton, che è stato lanciato più di 350 volte dalla sua creazione nel 1968. L'ultima versione del razzo, che è stata oggetto di numerosi aggiornamenti incrementali, è il Proton-M Enhanced; ha una capacità di sollevamento di 6150 kg all'orbita di trasferimento geostazionaria. Per essere utilizzato come stadio superiore di Proton, GKNPC Chruničev produce Briz-M, che ha volato per la prima volta nel 2000. Rockot, un missile balistico convertito, viene offerto per il lancio di carichi più piccoli. Per il marketing internazionale di Rockot, GKNPC Chruničev ha creato la joint-venture Eurockot GmbH. Un'altra versione del livello superiore Briz-M, Briz-KM, è usata come terzo stadio di Rockot.
Nel 2009, l'azienda ha prodotto un totale di 25 veicoli di lancio, booster di stadio superiore e veicoli spaziali, mentre nel 2005 la cifra era 11. Nel 2010, GKNPC Chruničev punta a portare la cifra a 30.
Nel 2009 sono stati lanciati 15 razzi da parte della compagnia. Nel 2008, la società è stata responsabile del loft di ogni terzo chilogrammo del payload satellitare combinato del mondo.
Le entrate di GKNPC Chruničev dai lanci commerciali (esclusi i lanci per il Ministero della Difesa) nel 2009 sono state di 584 milioni di dollari, in crescita considerevolmente rispetto ai 198 milioni di dollari del 2004. Dal 1994, Proton ha guadagnato 4,3 miliardi di dollari per l'industria spaziale russa nel suo insieme, e Nel 2011 questa cifra dovrebbe salire a 6 miliardi.
Nel periodo 2006-2009, gli investimenti in ammodernamento e riqualificazione ammontavano a 2,6 miliardi di rubli.

### Famiglia di razzi Angara
Dal 1995, GKNPC Chruničev ha sviluppato la famiglia di lanciatori Angara. Lo scopo principale di Angara è quello di garantire un accesso indipendente della Russia allo spazio, i razzi possono essere lanciati dal Cosmodromo di Pleseck nel nord della Russia, così come il Cosmodromo Vostočnyj, invece di dover fare affidamento solo sul Cosmodromo di Bajkonur, che si trova sul territorio del Kazakistan. Angara inoltre non usa il carburante tossico usato da Proton. Il programma di Angara ha subito numerosi ritardi. I finanziamenti statali hanno iniziato a raggiungere livelli adeguati solo nel 2005. Nel 2009, è stato stimato che Angara aveva un tasso di completamento del 95-97% rispetto a tutti i principali indicatori del programma. Il principale ostacolo è la costruzione della nuova piattaforma di lancio a Plesetsk. A causa di indici deflatori irrealistici fissati dal Ministero della Difesa, Khrunichev non ha ricevuto abbastanza soldi per ordinare tutte le attrezzature necessarie per finire il pad, spingendo il primo volo previsto per Angara nel 2013. Una volta completati, i razzi di Angara sono destinati a sostituire diversi lanciatori esistenti, compreso Proton.

## Elenco di razzi e missili
- Angara
- Briz-M
- Universal Rocket
  - UR-100
  - UR-100N
    - Rokot
    - Strela

  - UR-200
  - UR-500 - famiglia Proton
    - Proton-K
    - Proton-M